# 纬代
纬代（？？？—444年），吐谷浑王族，北魏官员，吐谷浑首领阿豺的儿子。
424年，阿豺临终前，说先君树洛干舍其子拾虔以大业托付给自己，于是舍弃长子纬代，立叔叔的乌纥提儿子慕璝为嗣。折箭遗教诸子弟戮力一心，以报家国。436年，慕璝死后，慕璝的弟弟慕利延即位。444年，纬代害怕慕利延谋害自己，与北魏使者计划归顺北魏，慕利延察觉後杀了他，他的兄弟叱力延八人投靠魏太武帝。

## 家族
- 父亲：阿豺
- 兄弟：叱力延、头颓（吐谷浑静媚的曾祖父，吐谷浑玑的祖父）